# Tetřívek obecný
Tetřívek obecný (Lyrurus tetrix) je středně velký druh tetřeva z čeledi bažantovití (Phasianidae).

## Systematika
Druh poprvé popsal švédský přírodovědec Carl Linnaeus v roce 1758 v 10. vydání Systema naturae. Linneaus přiřadil druhu binomické jméno Tetrao tetrix. Jak rodové tak druhové jméno pochází ze starořeckých výrazů pro určitý typ hrabavého ptáka. Tetřívek obecný byl později přeřazen do rodu Lyrurus, který byl vytvořen v roce 1832 anglickým přírodovědcem Williamem Johnem Swainsonem.
Rozeznává se 6–7 poddruhů. Poddruhy se mírně liší ve velikosti i barvách opeření.
- L. tetrix brittanicus – Velká Británie (Skotsko, Wales, severní Anglie); nejmenší a nejtmavší
- L. tetrix tetrix – od Skandinávie a západní Evropy po severovýchodní Sibiř
- L. tetrix viridanus – severní Kazachstán, jihovýchodní evropské Rusko a jihozápadní Sibiř mezi řekami Don a Irtyš včetně pohoří Ural; tento poddruh má nejvíce bílé na svých křídlech, spodní partie hnědě pruhovány
- L. tetrix mongolicus  – od Kyrgyzstánu a Ťan-šanu po západní Mongolsko
- L. tetrix baikalensis – jihovýchodní Sibiř od jezera Bajkal na východ po Vnější Mandžusko a jižně k severnímu Mongolsku a severovýchodní Čině; patrně největší poddruh
- L. tetrix ussuriensis –  Ruský Dálný východ, od severovýchodní Číny po řeku Ussuri a severovýchodní Koreu; menší než baikalensis

## Popis
Jedná se o středně velký druh tetřeva. Samec dosahuje výšky 60 cm a váhy kolem 1,1–1,8 kg. Délka samčího křídla je 25–29 cm, ocas měří 17–22 cm. Podstatně menší samice dosahuje výšky kolem 45 cm. Váží 0,8–1,1 kg, její křídlo měří 21–26 cm a ocas 11–13 cm.
Samec je černý (s nafialovělým leskem), bílé jsou pouze spodní ocasní krovky, spodina křídla a úzká křídelní páska. Nápadný je červený hřebínek nad okem a lyrovitý ocas. Samice je nenápadná, šedohnědá s černým proužkováním.

## Rozšíření
Areál rozšíření druhu sahá od západní Evropy přes rozsáhlé území Eurasie východně až po Ochotské moře. Stálý.
V České republice byl tetřívek nejpočetnější kolem roku 1910, od té doby jeho počty neustále klesají. Mimo to postupně vymizel z většiny území. Hlavními oblastmi výskytu jsou v současné době Krušné hory (200 samců, cca polovina české populace), Jizerské hory (35 samců) a Krkonoše (75 samců), malé populace žijí na Šumavě, v Doupovských horách, Slavkovském lese, Novohradských horách, Oderských vrších, Králickém Sněžníku a Jeseníkách. V letech 1973–1977 byla celková početnost odhadována na 2500–4500 samců, v letech 1985–1989 na 1100–2200 samců a v letech 2001–2003 na 800–1000 samců a v letech 2015–2018 již jen na 400–500 samců. Zvláště chráněný jako silně ohrožený druh.
Osidluje různé biotopy (slatiny, rašeliniště, lesní paseky, vřesoviště aj.).
Tetřívek je běžně lovený pták ke kulinářskému využití.

## Biologie

### Hnízdění

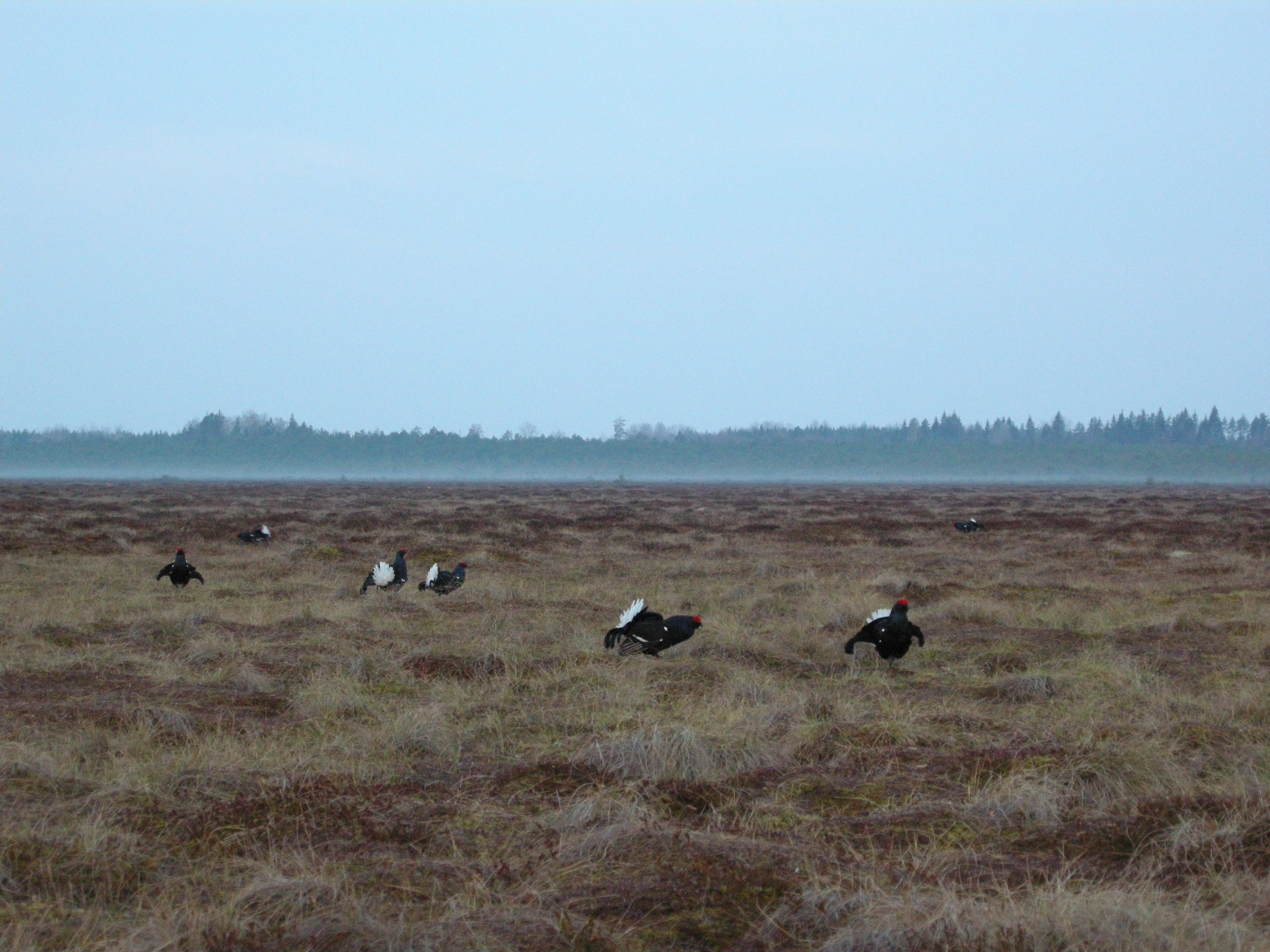
Samci na tokaništi ve Švédsku

Polygamní druh. Samci jsou v březnu až květnu charakterističtí společným tokem na otevřených prostranstvích, kde s roztaženým ocasem a spuštěnými křídly pobíhají, vyskakují do výšky a často mezi sebou bojují.
Nejúspěšnější z nich se následně páří s většinou samic v okolí. Hnízdo je na zemi, skryté pod vegetací, snůška čítá 9–10 (6–12) žlutohnědých, méně často i načervenalých nebo okrových, tmavohnědě skvrnitých vajec o velikosti 49,7 × 36,0 mm.
Inkubační doba trvá typicky 25–27 dnů, na vejcích sedí samotná samice. Sama také vodí mláďata, která jsou vzletná zhruba ve věku 2 týdnů. Rodina zůstává pohromadě až do konce srpna nebo září, kdy se oddělují do menších hejnek podle pohlaví.

### Potrava
V potravě je zastoupena zejména rostlinná složka – semena břízy, trav a borůvky, zvláště na jaře pak i hmyz. Ten má také zpočátku téměř výlučné zastoupení v potravě mláďat.

## Galerie

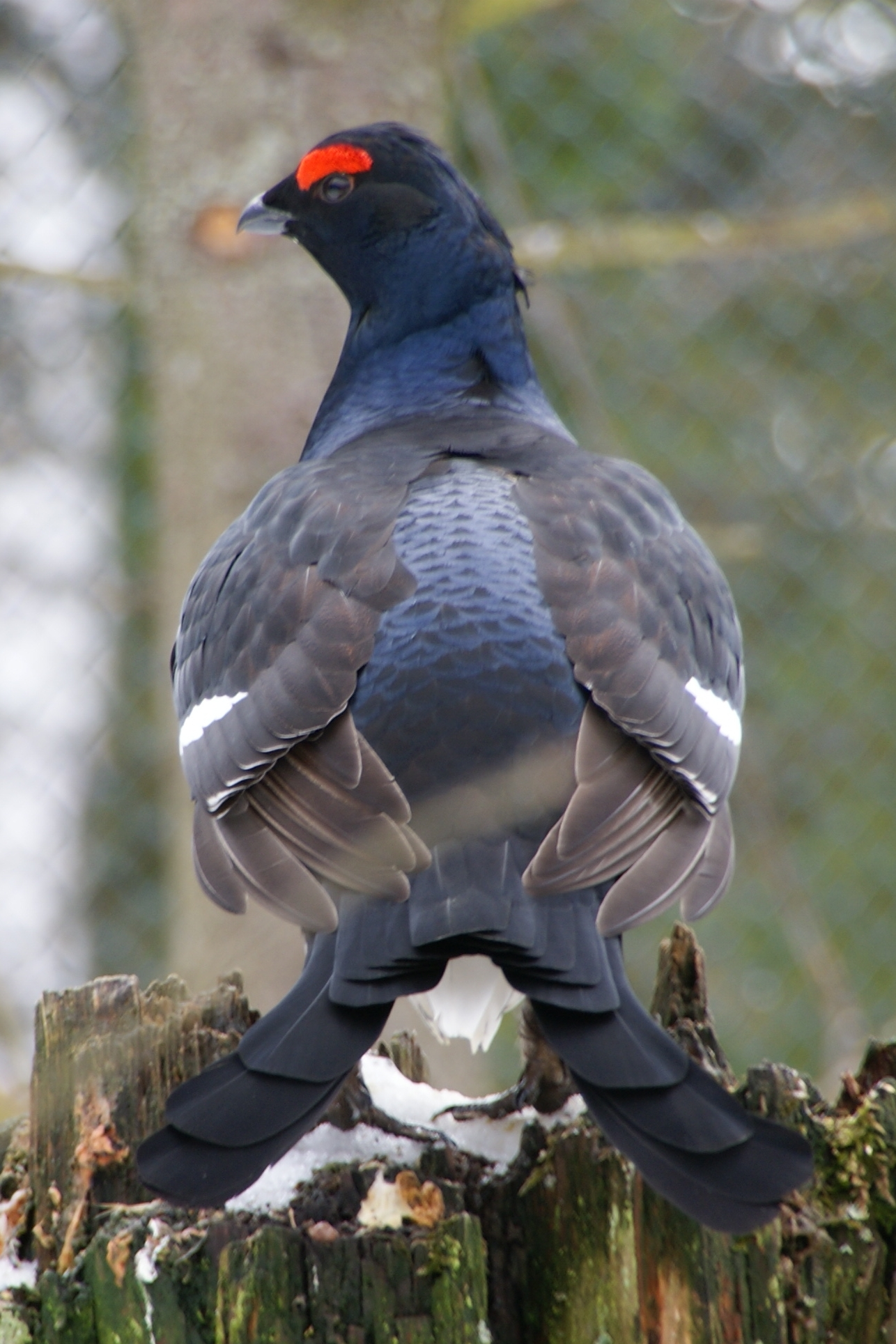
Samec tetřívka obecného
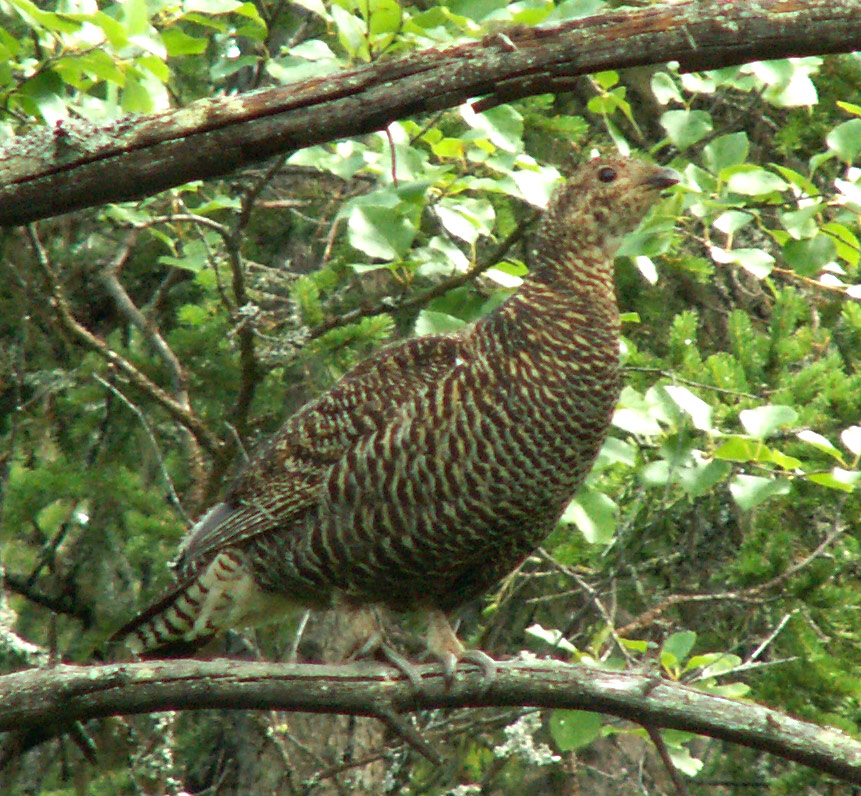
Samice tetřívka obecného
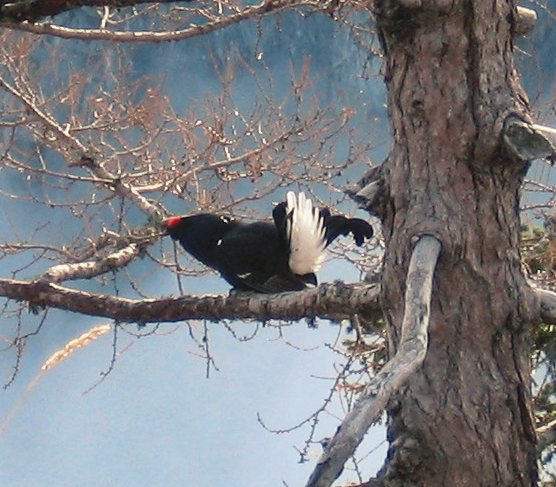
Tetřívek obecný na větvi
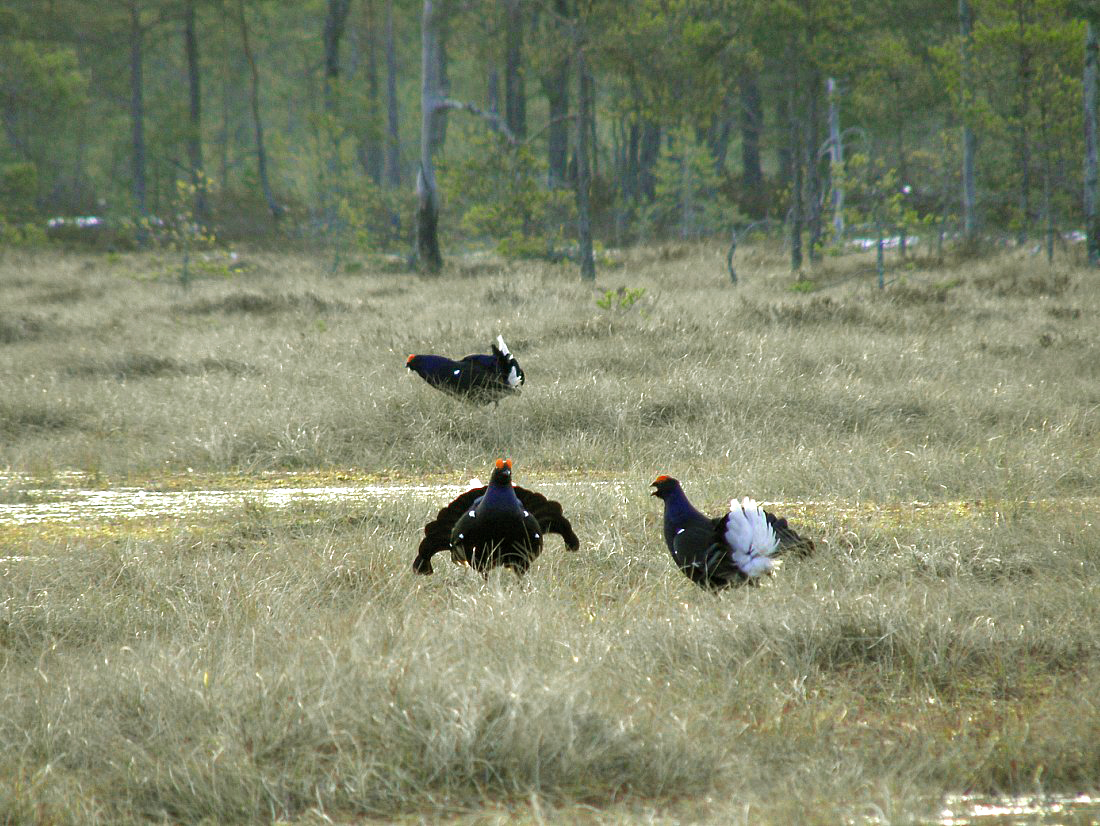
Tetřívci obecní ve Švédsku
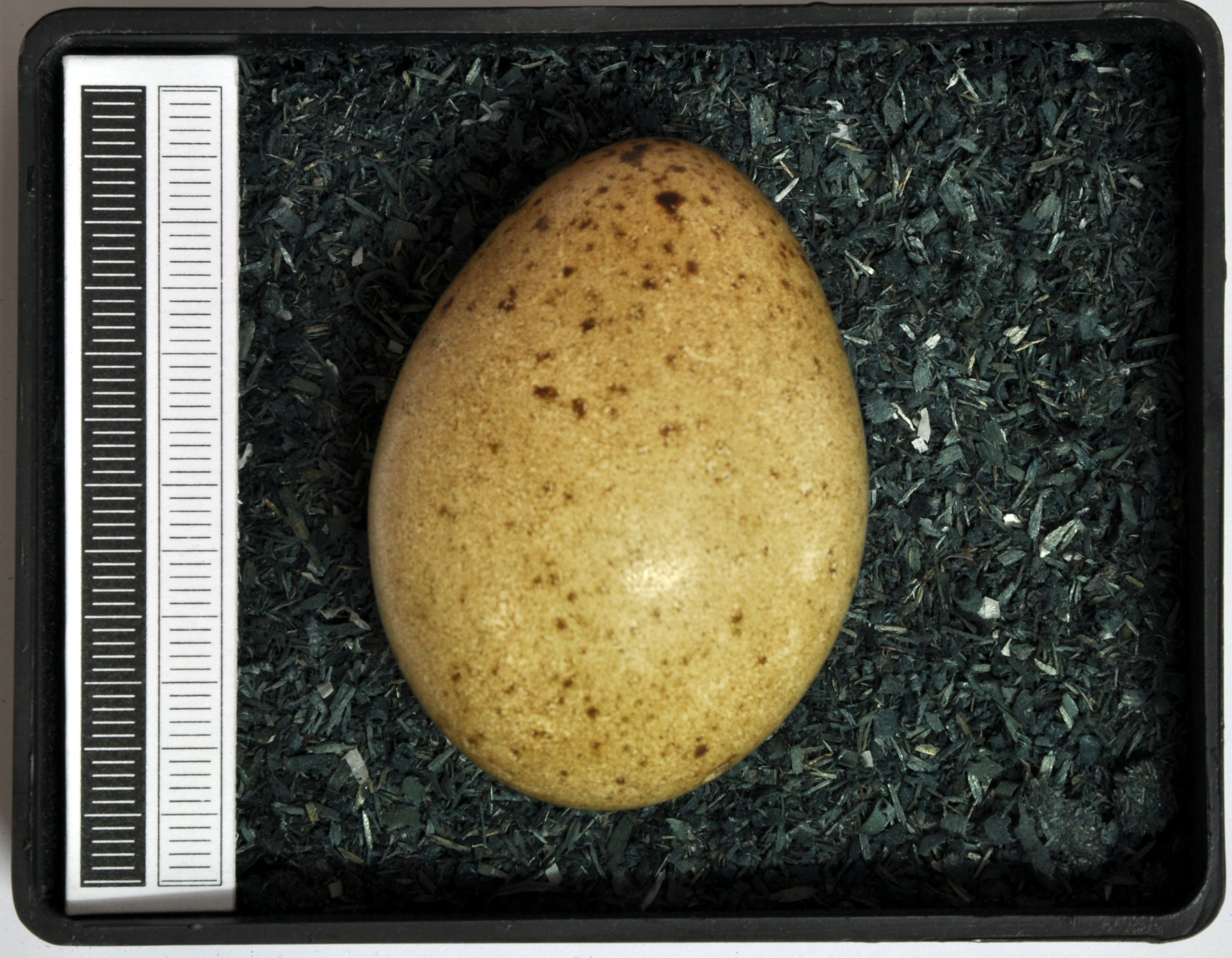
Vajíčko tetřívka obecného
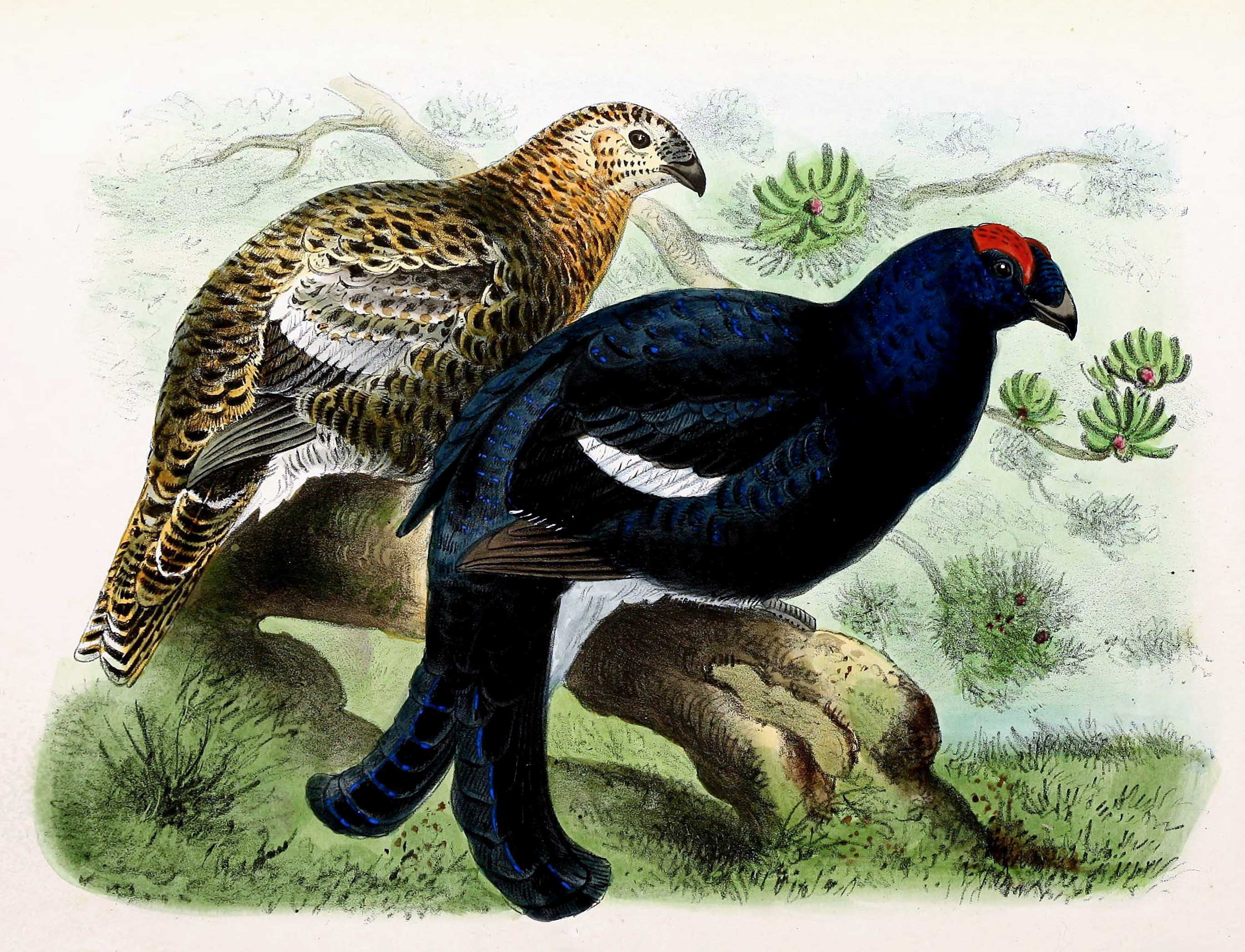
Tetřívek obecný
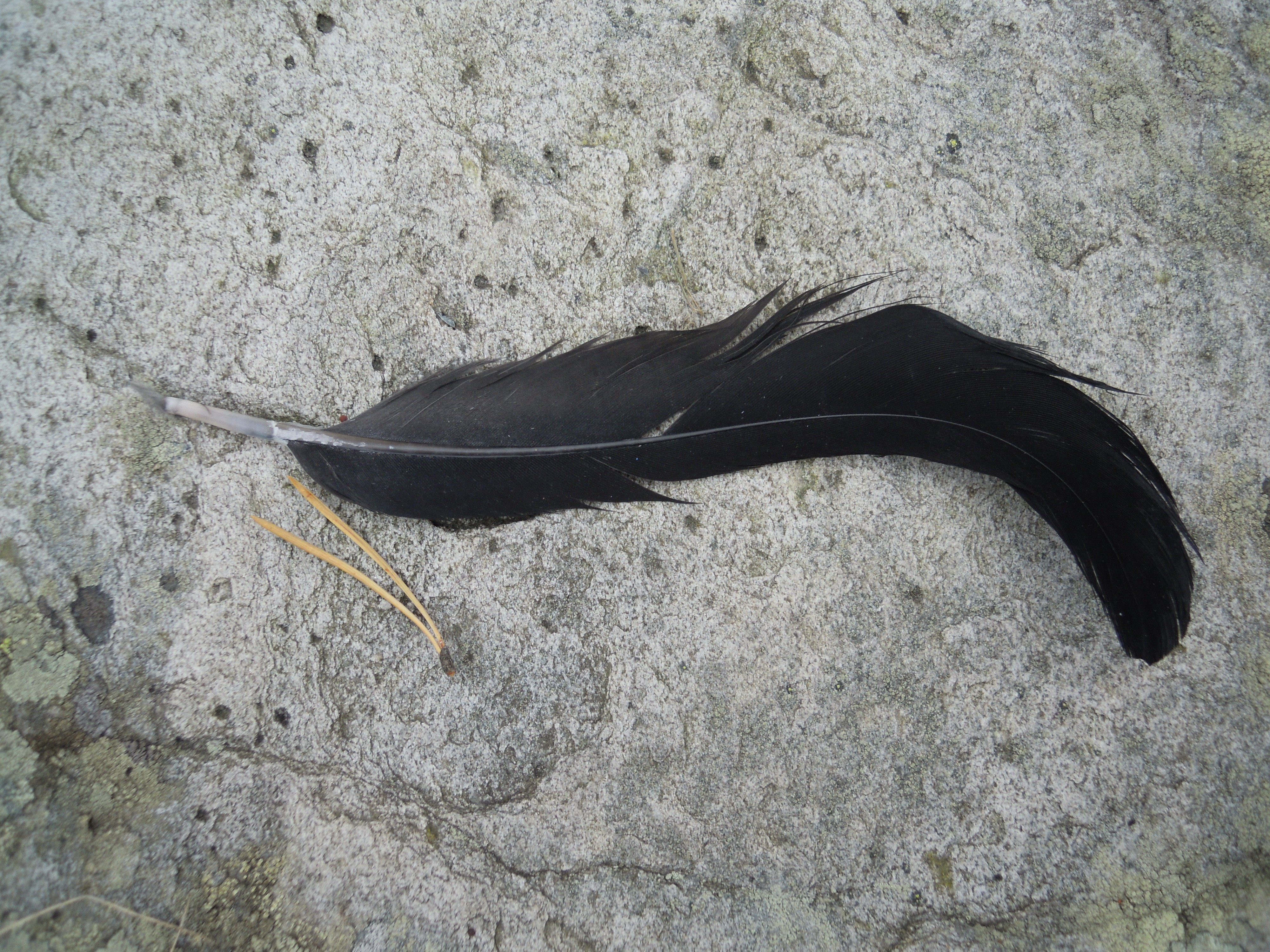
Pírko tetřívka obecného